# Спиросоединения

[[Спиропентан|Спиро[2.2]пентан]] – одно из простейших спиросоединений ряда предельных углеводородов. Трёхчленные циклы расположены перпендикулярно друг другу.

Спиросоедине́ние (спиран) (от др.-греч. σπεῖρα и лат. spīra «скручивать, сгибать, сворачивать»; англ. Spiro compound или Spirane)  —   химическое соединение, в структуре которого содержится по меньшей мере одна пара циклических фрагментов, состоящих из ковалентно связанных между собой  атомов, имеющих  только один общий  атом и не связанных  между собой мостиковыми связями. Такие соединенные попарно  (в отдельных случаях – по трое−532−474) только через один общий атом карбоциклические или гетероциклические фрагменты (спиросочленённые циклы) образуют спирановый фрагмент молекулы спиросоединения, а связывающий их общий общий атом называют спироатомом. Наряду с соединениями с изолированными и конденсированными циклами, а также мостиковыми и каркасными соединениями образуют группу полициклических органических соединений.

## Классификация
В зависимости от числа спироатомов в одном спирановом фрагменте различают моноспиросоединения (один спироатом, два или три спиросочленных циклических фрагмента) и  полиспиросоединения (два и более спироатома, три и более спиросочленённых циклических фрагментов). В качестве спироатомов могут выступать нейтральные атомы углерода, кремния, фосфора, серы,  а также положительно заряженные атомы четырехвалентного азота (катионы тетраалкиламмония) и отрицательно заряженные атомы шестивалентного фосфора.
Спиросочленённые циклические фрагменты в молекулах спиранов могут быть:
- карбоциклическими, гетероциклическими, а также фрагментами неорганических циклических систем (например, трехчленные циклотрисиленовые[10] фрагменты в спиро[2.2]пентасиладиене [11]);
- моноциклическими или состоять из более сложных (конденсированных, мостиковых, каркасных) циклических систем.[3]

| Примеры различных спиросоединений                                       | Примеры различных спиросоединений                                                                                       | Примеры различных спиросоединений                                                                                              |
|                                                                         | | 5X7,5',5"-spiroter[benzo[b]phosphindol]-5-ide                                                                                  |
| Спиро[2.2]пентадиен – непредельное карбоциклическое моноспиросоединение | 1,4-Диоксаспиро[4.5]ундекан – кеталь циклогексанона и этиленгликоля, содержит гетероцикл спиросочленённый с карбоциклом | 5λ7,5',5"-спиротер[бензо[b]фосфиндол]-5-ид калия – хиральное спиросоединение с тремя циклами соединёнными через один спироатом |
| ----------------------------------------------------------------------- | --- | --- |

Спиросоединения принято рассматривать в качестве  органических веществ, главным образом, из-за   отсутствия данных о синтезе спиранов, не содержащих в своем составе атомов углерода. Однако определение спиросоединений позволяет отнесение к этому классу и неорганических веществ, отдельные представители которых являются предметом теоретического изучения, в частности, ряд расчётных работ по квантовохимическому моделированию  методами молекулярных орбиталей и DFT посвящен изучению строения молекул  неорганических спиросилоксанов.−872 При этом, несмотря на определенную структурную аналогию, хелатные комплексы, в которых два или более бидентантных лиганда соединены с одним ионом металла посредством ионных и  координационных связей,  к спиросоединениям относить не принято.

## Строение
Плоскости  циклов, образующих спирановый фрагмент, взаимно перпендикулярны, что справедливо, как в случае спиросочленения двух циклов через четырёхвалентные атомы (С, Si, N+), так и  в случае, когда три цикла связаны через спироатом, в качестве которого могут выступать анионы фосфора(V) или мышьяка (V).

## Номенклатура
В 1900 г. Адольф фон Байер впервые предложил термин "спиран" для наименования спиросоединений и первый вариант номенклатуры моноспиросоединений, включающих два спиросочленных моноцилических фрагмента.  Позднее Радулеску предложил правила для наименования спиросоединений, включающих спиросопряженные полициклические фрагменты. Оба подхода были включены Паттерсоном в объединенную номенклатуру циклических органических соединений, а позднее вошли в перечень номенклатурных правил ИЮПАК для органических соединений (правила 1979 года и рекомендации от 1993). Последние значимые изменения в номенклатурные правила ИЮПАК для  спиросоединений нашли отражение в рекомендациях Мооса в 1999 году. Актуальная версия систематической номенклатуры спиросоединений приведена в разделе P-24 свода номенклатурных правил ИЮПАК по органической химии от 2013 года.